# Poropullenia
Poropullenia es un género de foraminífero bentónico considerado un sinónimo posterior de Bermudezinella de la subfamilia Pulleniinae, de la familia Nonionidae, de la superfamilia Nonionoidea, del suborden Rotaliina y del orden Rotaliida. Su especie tipo era Poropullenia bulloides. Su rango cronoestratigráfico abarcaba el Mioceno.

## Clasificación
Poropullenia incluye a las siguientes especies:
- Poropullenia bulloides †
- Poropullenia kakertensis †